# Negros Occidental
Koordinaten: 10° 12′ N, 123° 0′ O

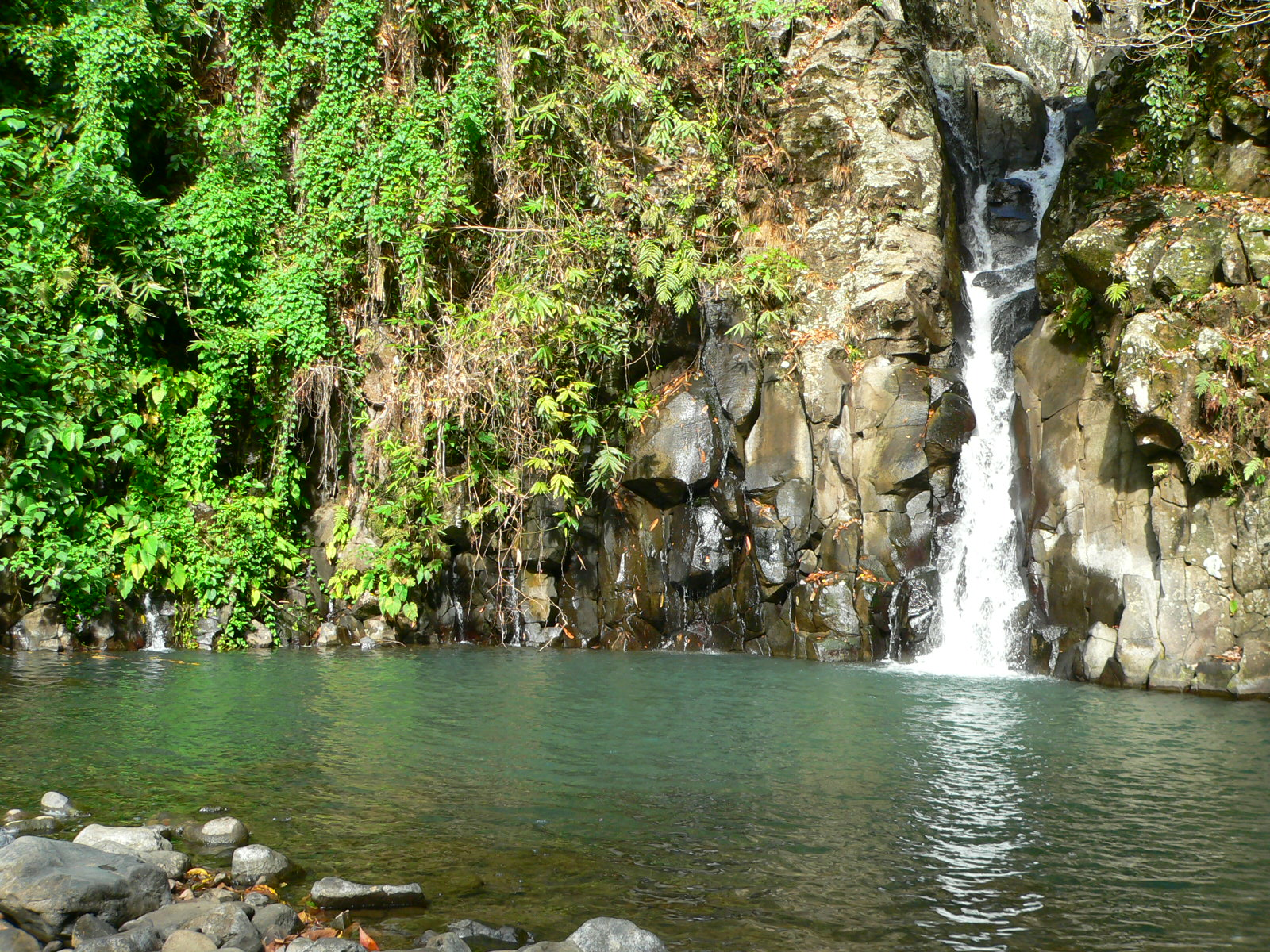
Mambukal Wasserfälle am Mount Kanlaon bei Murcia

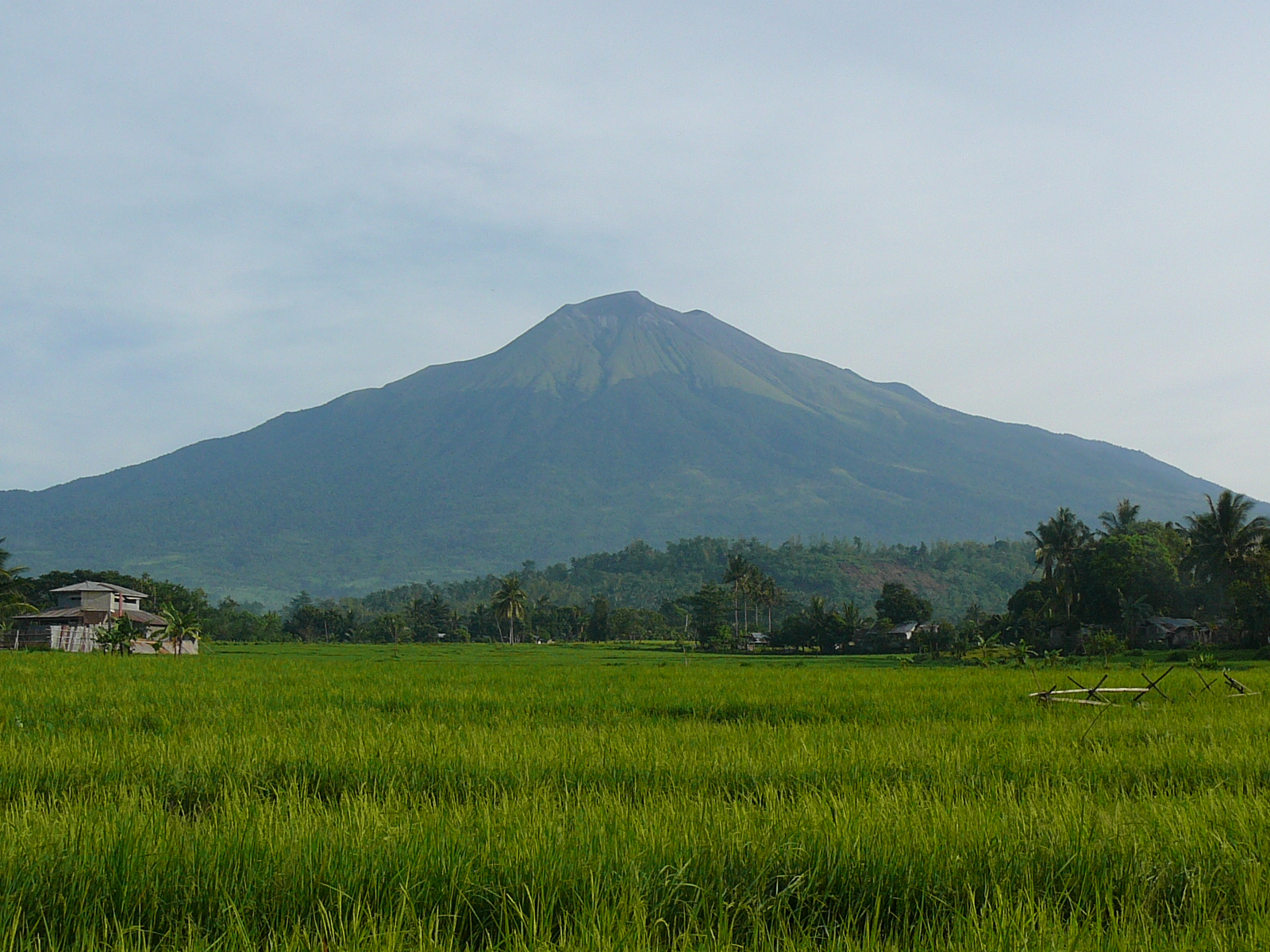
Der Mount Kanlaon

Negros Occidental (deutsch West-Negros) ist eine Provinz der Philippinen in der Region Western Visayas.
Hauptstadt der Provinz ist die unabhängige Stadt Bacolod City. Die Einwohnerzahl beträgt 2.497.261 (Zensus 1. August 2015) und die Fläche 7.802,5 km². Sie umfasst insgesamt 13 partiziell urbane Städte und 17 größere Stadtgemeinden. 80 % Prozent allen Landes ist kultiviert.

## Geografie
Die Provinz Negros Occidental umfasst den Norden und Westen der Insel Negros. Die Provinz ist ca. 375 km lang, von südwest nach nordost verlaufend. Sie wird begrenzt durch die Visayas-See im Norden, Golf von Panay und der Guimaras-Straße im Westen, der Tanon-Straße und der Provinz Negros Oriental im Osten und der Sulusee im Südwesten. Der Küste sind einige kleinere Inseln vorgelagert, wie die Insel Sipaway vor der Ostküste oder Danjugan Island vor der Westküste.
Den Norden und Westen der Provinz bilden große ausgedehnte flachwellige Ebenen, die größtenteils landwirtschaftlich genutzt werden. Der vulkanische Gebirgszug des Marappa-Gebirges liegt im nördlichen Zentrum der Provinz, in ihm liegen die Vulkane Silay und Mandalagan. Südlich des Gebirgszuges erhebt sich der 2.465 Meter hohe Vulkan Kanlaon und der höchste Berg in den Visayas ist. Im Osten und Südwesten wird die Topografie der Provinz bestimmt durch eine Reihe flacher Gebirgszüge und hügliger Plateaus, die im Südwesten bis an die Küstenlinie heranreichen. Im Südwesten der Provinz liegt das Wassereinzugsgebiet des Ilog Rivers, der ein 50 km² großes Delta an seiner Mündung ausbildet.

## Klima
Die Provinz liegt in der tropischen Klimazone und fällt unter den Klimatyp eins mit einer ausgeprägten Trocken- und Regensaison. Die Trockenzeit beginnt im Dezember und endet im Mai und die Regenzeit beginnt im Juni und endet im November. Die mittlere Jahrestemperatur beträgt ca. 26 °C, die wärmsten Monate sind April und Mai. Die kältesten Monate sind Dezember, Januar und Februar.

## Geschichte
Die Provinz Negros Occidental entstand bereits 1734 als Negros ein eigenständiger Militärdistrikt wurde der spanischen Kolonialverwaltung mit Hauptsitz in Ilog (?). Im Jahre 1795 wurde der Hauptsitz der Provinz nach Himamaylan verlegt, um im Jahre 1849 endgültig nach Bacolod verlegt zu werden. Durch die Abspaltung der Provinz Negros Oriental am 1. Januar 1890 erhielt die Provinz ihre heutigen Grenzen.
Die spanische Kolonialherrschaft wurde während der Philippinischen Revolution am 5. November 1898 durch die Negritischen Revolutionären Truppen, geführt von General Aniceto Lacson und Juan Araneta, und die mit ihnen verbündete Nationale Bewegung Katipunan beendet. Die daraufhin neugegründete Cantonal Government of the Republic of Negros wurde jedoch schon im Mai 1898 durch die Invasion der USA gestürzt und eine provisorische Militärverwaltung eingerichtet. Erst am 20. April 1901 wurde von der Kolonialverwaltung eine zivile Provinzverwaltung wieder eingesetzt.
In der Zeit der japanischen Besatzung im Zweiten Weltkrieg wurde der militärische Widerstand von Gov. Alfredo Montelibano organisiert. Nach der Befreiung von Negros in der Schlacht um die Visayas 1945 wurden die teils großen Schäden auf der Insel nach und nach beseitigt.
Die sozio-ökonomische Entwicklung der Provinz hängt entscheidend von dem Anbau und Verarbeitung des Zuckerrohrs ab. Seit Mitte des 19. Jahrhunderts wurden immer größere Gebiete der Provinz für den Anbau des Zuckerrohrs urbar gemacht. In den 1950er und 1960er Jahren produzierte die Provinz ca. 60 % der gesamten Zuckerproduktion der Philippinen, was der Provinz den Beinamen der Zuckerprovinz einbrachte und die Provinz hochgradig abhängig von dem Anbau von Zuckerrohr und seinen Endprodukten machte. Diese Entwicklung führte in den achtziger Jahren zu einer sozio-ökonomischen Krise in der Provinz. 1983 führte eine langanhaltende Dürreperiode zu erheblichen Ernteausfällen und 1984 wurden durch die Typhoons Nitang and Undang große Teile der Ernte vernichtet. Hinzu kam, dass die Weltmarktpreise für Zucker einbrachen, was wiederum zum Rückgang des Sozialproduktes und sozialer Verelendung der Bevölkerung führte. Dieser Prozess gipfelte 1986 in einem Volksbegehren zur Abspaltung der Provinz Negros Nord, das jedoch im selben Jahr vom Verfassungsgericht der Philippinen für nichtig erklärt wurde. Seit 1987 wird bei der Landwirtschaft in der Provinz ein größeres Augenmerk auf eine immer breitere Diversifizierung beim Anbau landwirtschaftlich genutzter Pflanzen gelegt. Außerdem soll der Tourismussektor entwickelt und auch andere Industrien angesiedelt werden, um die Abhängigkeit vom Zuckerrohr immer weiter zu vermindern.
Negros Occidental gehörte zur 2015 bis 2017 bestehenden Negros Island Region.

## Städte
| - Bacolod City (unabhängig von der Provinz) - Bago City - Cadiz City - Escalante City - Himamaylan City - Kabankalan City | - La Carlota City - Sagay City - San Carlos City - Silay City - Sipalay City - Talisay City - Victorias City |

## Gemeinden

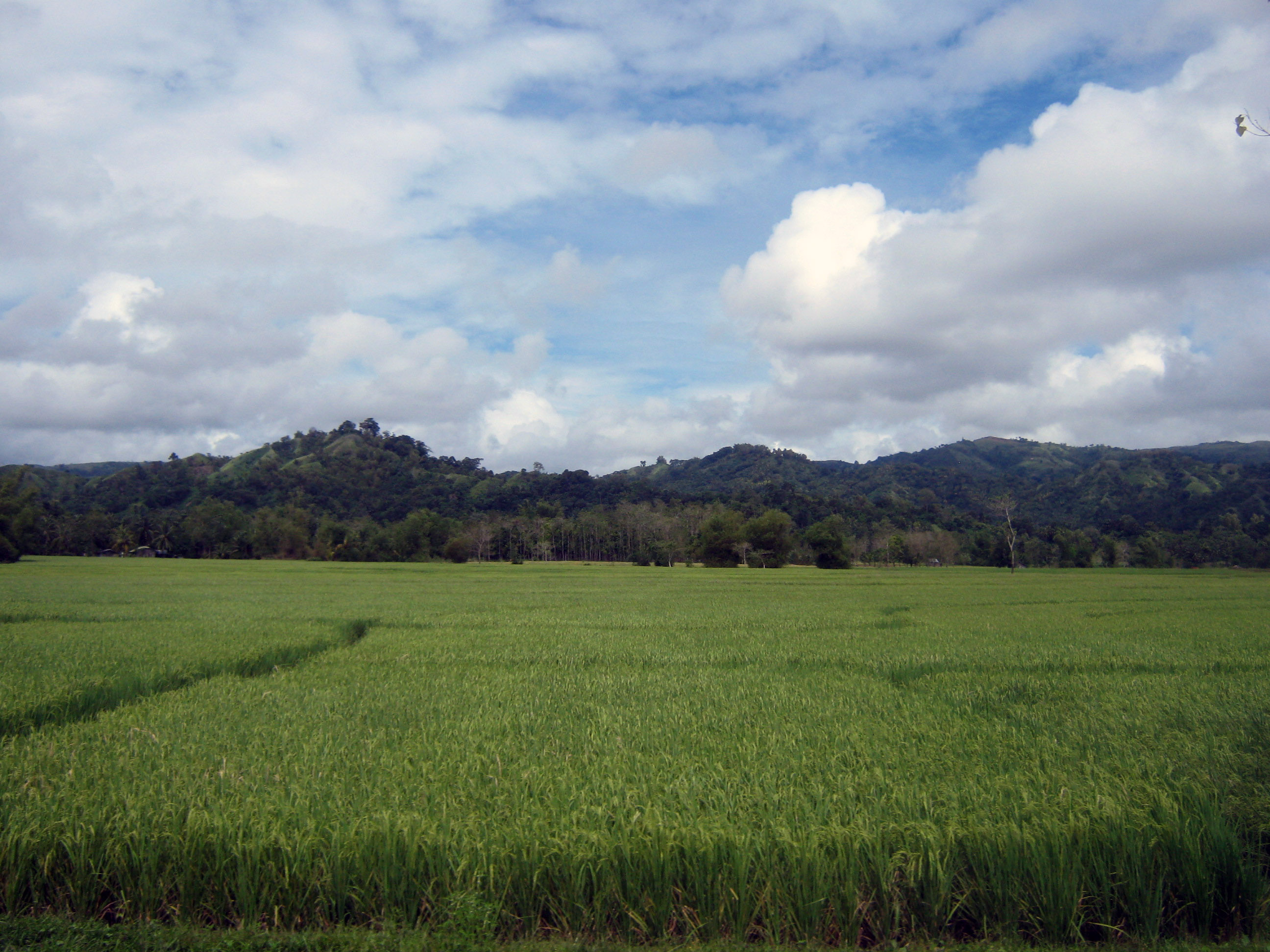
Reisfelder in Hinoba-an

| - Binalbagan - Calatrava - Candoni - Cauayan - Enrique B. Magalona - Hinigaran - Hinoba-an - Ilog - Isabela - La Castellana | - Manapla - Moises Padilla - Murcia - Pontevedra - Pulupandan - Salvador Benedicto - San Enrique - Toboso - Valladolid |

## Nationalparks und Naturschutzgebiete
- Mount Kanlaon Natural Park
- Northern Negros Natural Park
- Sagay Marine Reserve
- Ilog-Hilabangan Watershed Forest Reserve
- Kabankalan Watershed Forest Reserve

## Weblinks

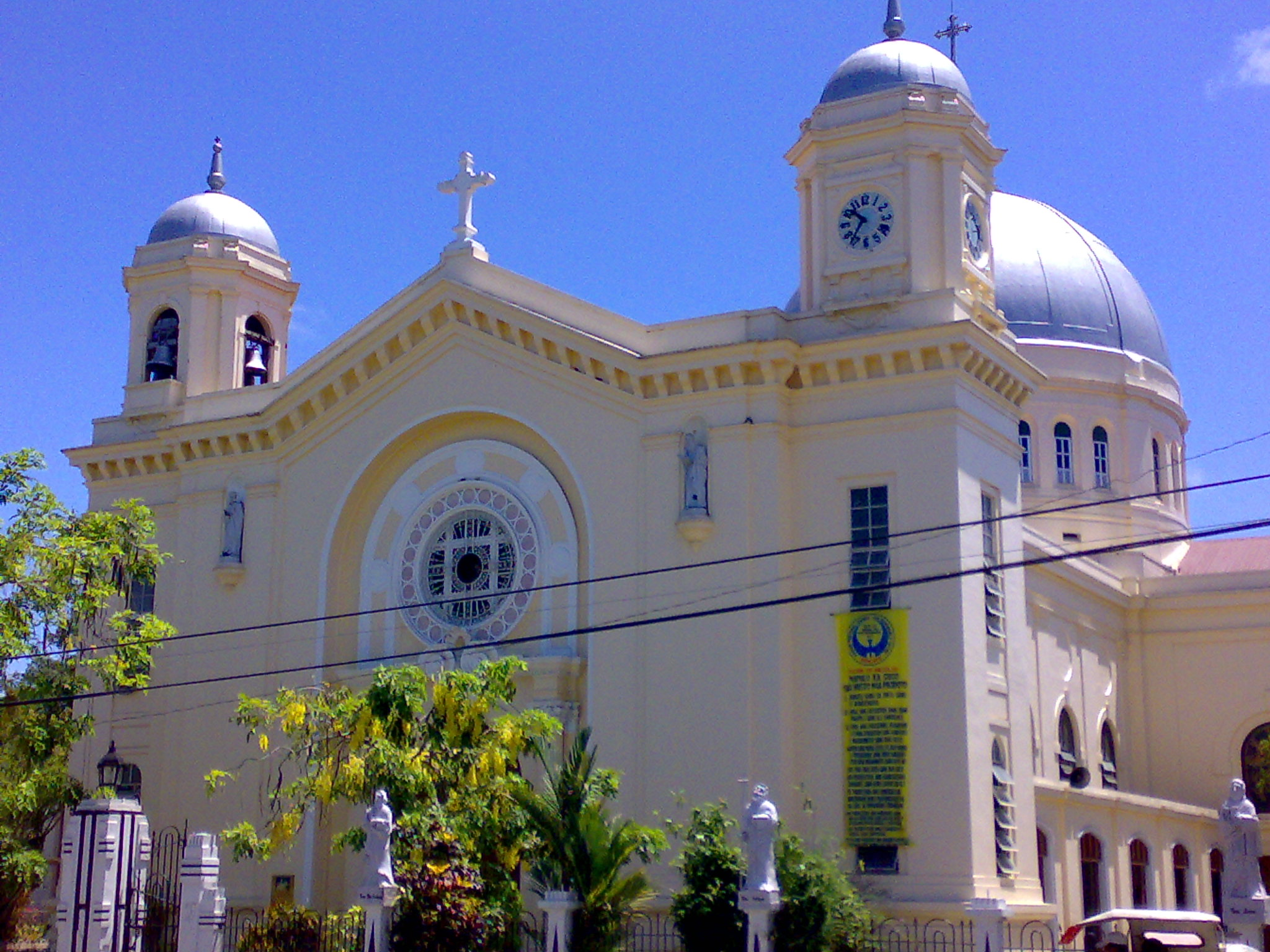
Die Pro-Kathedrale in Silay City
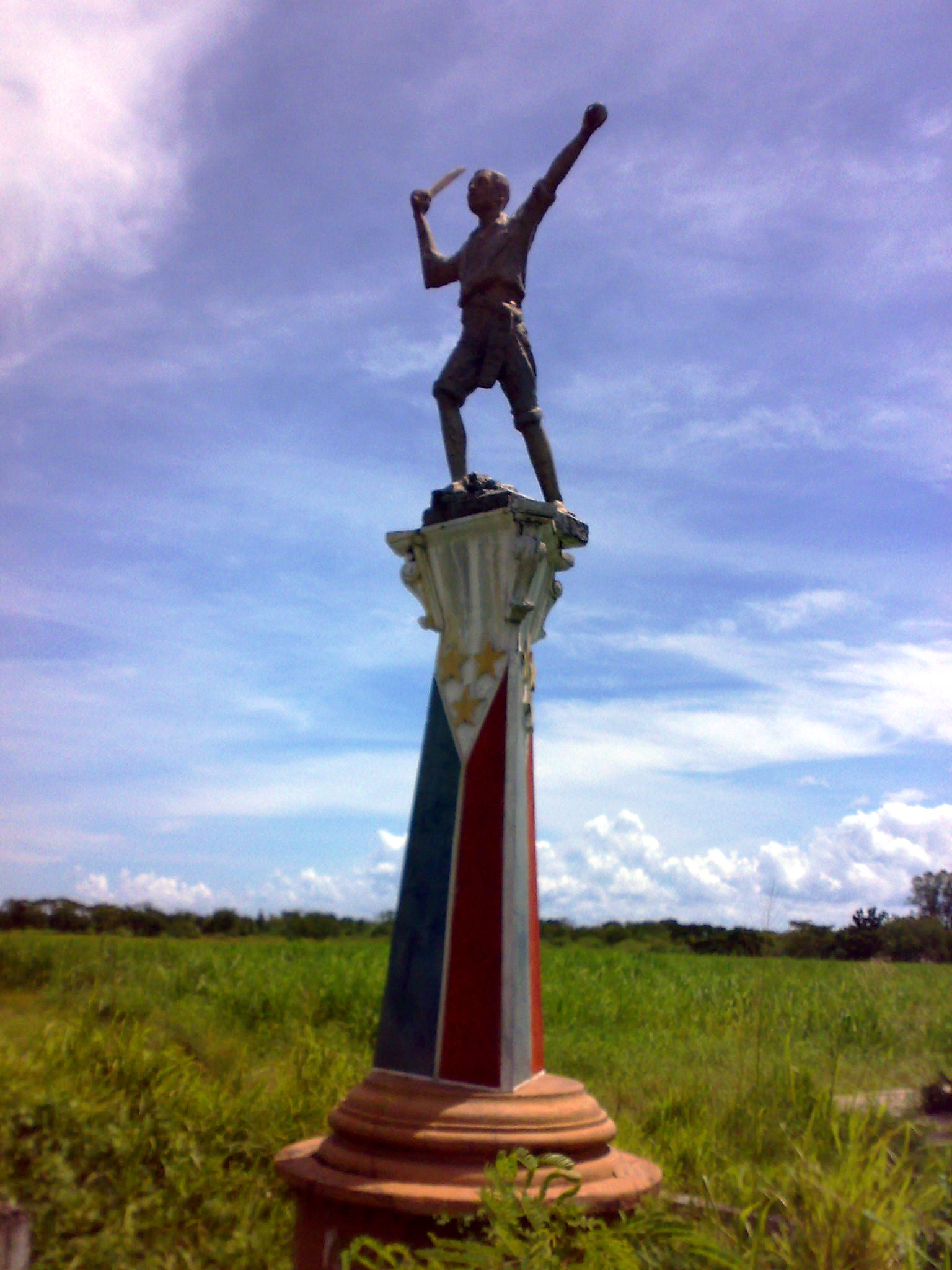
Skulptur des Andres Bonifacio in Talisay City
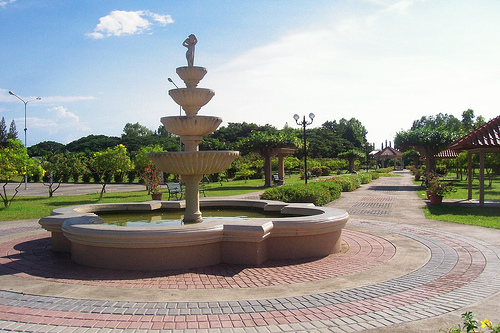
Der Paseo de Flores Brunnen in San Carlos City
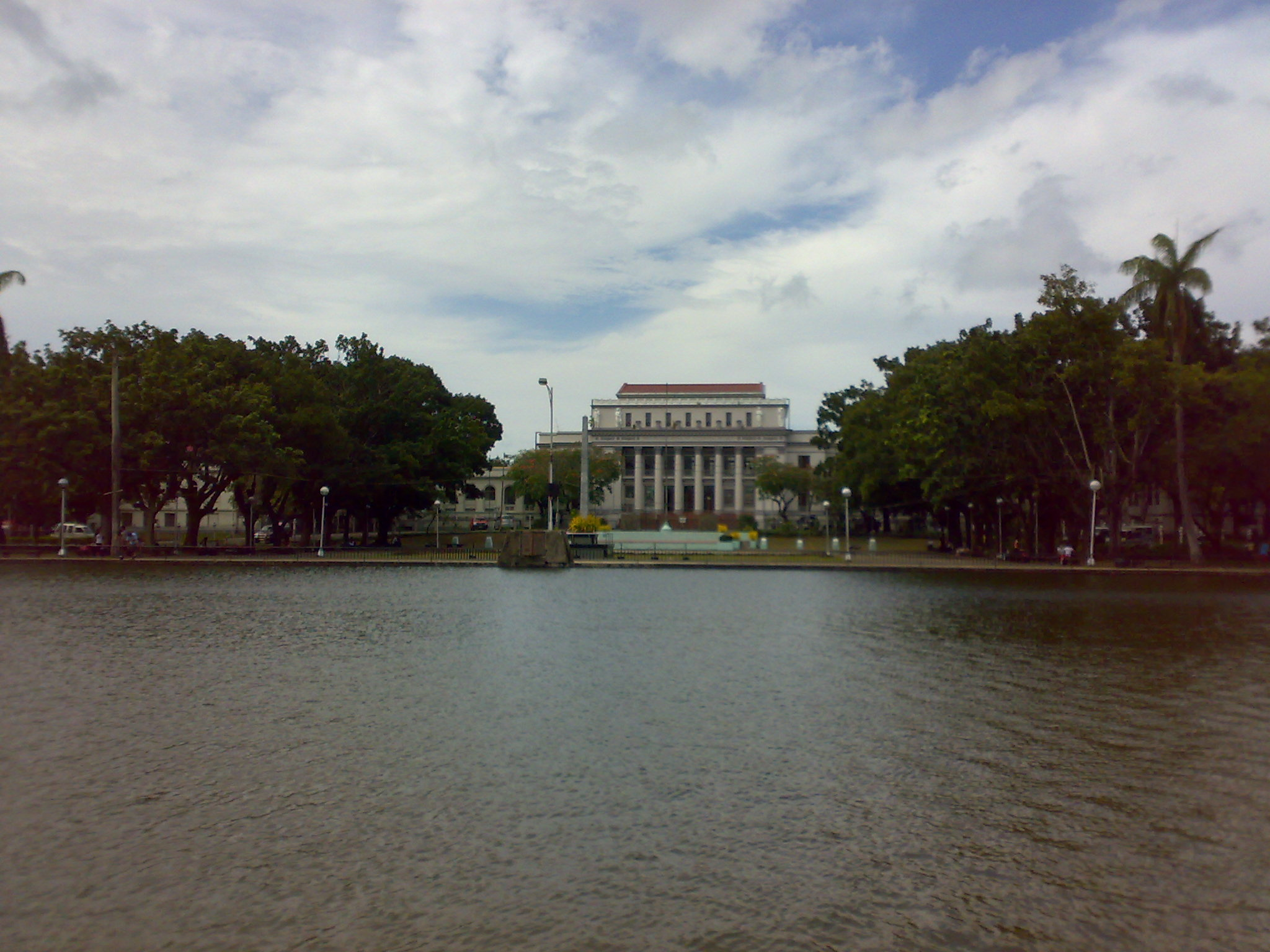
Capitol in Bacolod City
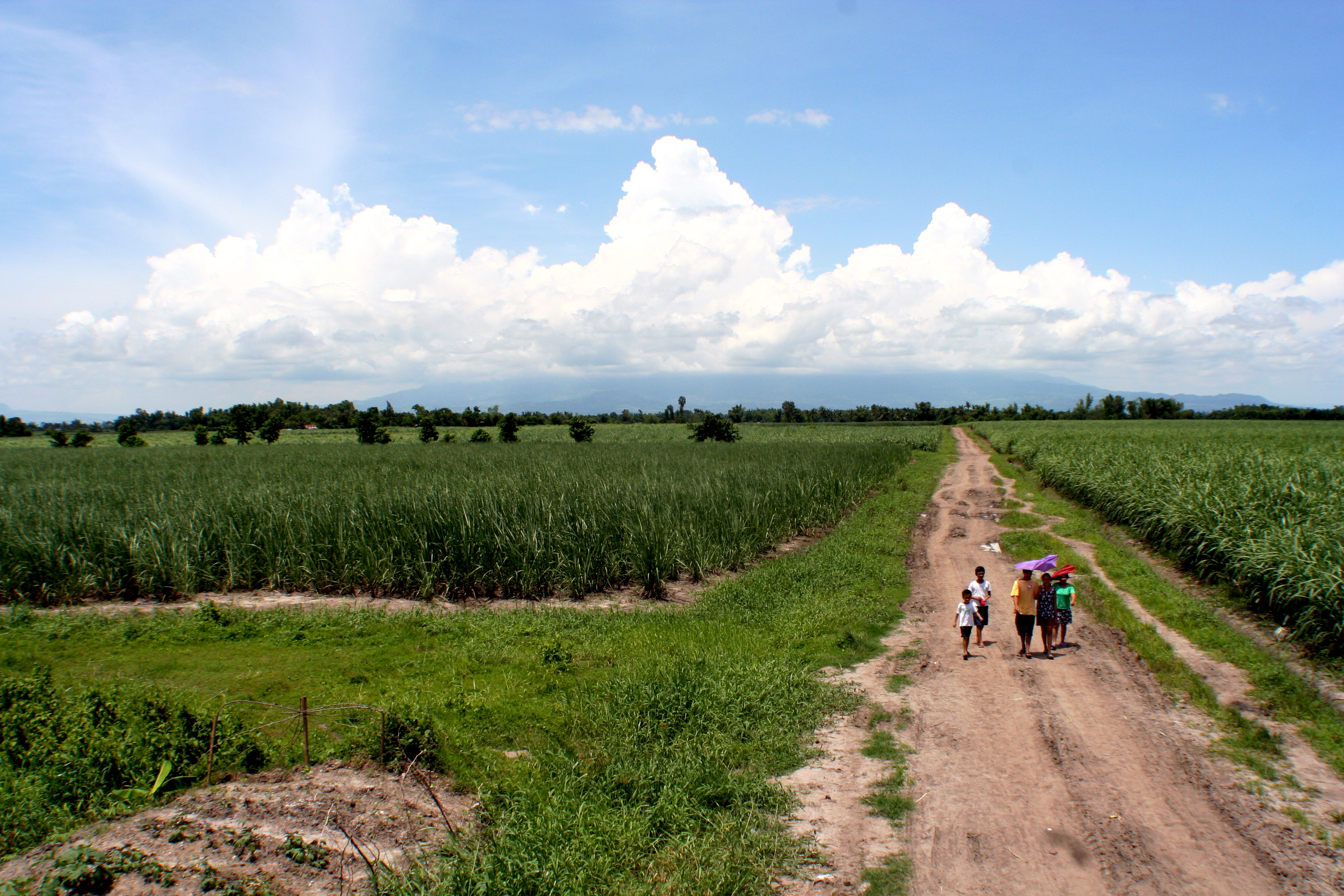
Panorama des Vulkan Kanlaon

## Bildungseinrichtungen
- Philippine Normal University
- West Visayas State University